# Raoul Coutard
Raoul Coutard (Parijs, 16 september 1924 - Labenne, 8 november 2016) was een Frans cameraman en filmregisseur. Als cameraman stond hij mee aan de wieg van de nouvelle vague.

## Leven en werk

### Eerste stappen als fotograaf-reporter
Coutard werd in Parijs geboren als de zoon van een boekhouder die werkte voor het farmaceutisch bedrijf La Roche. Hij volgde een opleiding in de scheikunde en ging tijdens de Tweede Wereldoorlog werken in een fotolaboratorium. Na de oorlog vertrok hij naar Indochina waar hij tussen 1946 en 1948 diende in de koloniale infanterie. In die periode nam hij zijn eerste foto's. Tussen 1950 en 1954 was hij in Indochina fotograaf-reporter en bracht zo verslag uit over de Eerste Indochinese Oorlog voor onder meer Life en Paris Match.

### Ontmoeting met Schoendoerffer
In Indochina ontmoette hij Pierre Schoendoerffer die aan de kost kwam met het maken van fotoreportages. Nadat Coutard als cameraregisseur gedebuteerd had in Paradiso terrestre (1956), een documentaire van Luciano Emmer en Robert Enrico, vroeg Schoendoerffer hem als cameraman voor zijn eerste langspeelfilm La Passe du diable (1958). Dit betekende niet alleen het startschot van een lange samenwerking (onder meer La 317e Section uit 1964 et Le Crabe-tambour uit 1977) tussen beiden maar ook van Coutards carrière als cameraman.

### Ontmoeting met Godard en de nouvelle vague
Georges de Beauregard, de producent van Schoendoerffer, bracht Coutard in contact met Jean-Luc Godard, een jonge en al bekende filmcriticus (Cahiers du cinéma) die op het punt stond zijn eerste film te draaien. Coutard werd zijn cameraman. De misdaadfilm À bout de souffle (1960) vond internationale weerklank en werd al vlug een cultfilm. Dankzij dit succes kreeg ook Coutard heel wat naamsbekendheid. Coutard bleek de manier van filmen grondig te wijzigen: hij filmde met een beweeglijke handcamera die niet op een statief stond of op rails voortbewogen werd, hij maakte gebruik van natuurlijk licht in plaats van kunstmatige studioverlichting en hij filmde in contrastrijk zwart-wit. Zo werd hij de meest opgemerkte cameraman van de nouvelle vague.
Coutard en Godard bleven elkaar vijftien films lang trouw: van Une femme est une femme (1961) en Le Mépris (1963) via Alphaville (1965) en Pierrot le fou (1965) tot Week-end (1967). Mei 68 dreef een wig tussen hen maar vijftien jaar later vonden ze elkaar terug voor Passion (1982) en Prénom Carmen (1983).
Coutard was director of photography voor andere cineasten van de nouvelle vague zoals François Truffaut (onder meer Jules et Jim, 1962 en La mariée était en noir, 1968), Jacques Demy (Lola, 1960), Jean Rouch (Chronique d'un été, 1960) en Pierre Kast (Vacances portugaises, 1963).
Later deed hij camerawerk voor onder meer Costa-Gavras (de politieke films Z (1969 en L'Aveu uit 1970), Edouard Molinaro (vier films waaronder de kaskraker L'Emmerdeur uit 1973). Naar het einde van zijn carrière toe nam hij nog drie films op met Philippe Garrel, een late erfgenaam van de nouvelle vague.

### Filmregisseur
Coutard waagde zich aan het regisseren en leverde drie speelfilms af. De oorlogsfilm Hoa-Binh (1970), over twee kinderen tijdens de Eerste Indochinese Oorlog, behaalde heel wat succes bij de critici. Hij won er in 1970 de Prix Jean Vigo mee. De op ware feiten gebaseerde dramatische oorlogsfilm La légion saute sur Kolwezi (1980) toonde de militaire interventie in 1978 in het door Katangese rebellen bezette Kolwezi in het toenmalige Zaïre. De spionagefilm S.A.S. San Salvador (1982) was de verfilming van de spionageroman Terreur in San Salvador, een van de talrijke romans uit de S.A.S.-reeks van Gérard de Villiers.
Coutard was sinds geruime tijd ziek. Hij overleed in 2016 op 92-jarige leeftijd.

## Filmografie

### Cameraman
- 1956 - Paradiso terrestre (Á chacun son paradis) (Luciano Emmer en Robert Enrico)
- 1957 - Than le Pêcheur (La Princesse et le dragon) (Pierre Schoendoerffer) (korte film)
- 1958 - La Passe du diable (Pierre Schoendoerffer en Jacques Dupont)
- 1959 - Ramuntcho (Pierre Schoendoerffer)
- 1959 - Pêcheur d'Islande (Pierre Schoendoerffer)
- 1960 - À bout de souffle (Jean-Luc Godard)
- 1960 - Tirez sur le pianiste (François Truffaut)
- 1960 - Lola (Jacques Demy)
- 1961 - Une femme est une femme (Jean-Luc Godard)
- 1961 - Les Grandes Personnes (Jean Valère)
- 1961 - Chronique d'un été (Jean Rouch en Edgar Morin)
- 1961 - Tir-au-flanc 62 (Claude de Givray en François Truffaut)
- 1962 - Jules et Jim (François Truffaut)
- 1962 - Vivre sa vie (Jean-Luc Godard)
- 1962 - La Poupée (Jacques Baratier)
- 1962 - Et Satan conduit le bal (Grisha N. Dabat)
- 1963 - Le Petit Soldat (Jean-Luc Godard)
- 1963 - Als twee druppels water (Fons Rademakers)
- 1963 - Les Carabiniers (Jean-Luc Godard)
- 1963 - Vacances portugaises (Pierre Kast)
- 1963 - Le Mépris (Jean-Luc Godard)
- 1964 - La Peau douce (François Truffaut)
- 1964 - Bande à part (Jean-Luc Godard)
- 1964 - Les Plus Grandes Escroqueries du monde (anthologiefilm, episode Le Grand Escroc van Jean-Luc Godard)
- 1964 - Une femme mariée (Jean-Luc Godard)
- 1965 - Alphaville, une étrange aventure de Lemmy Caution (Jean-Luc Godard)
- 1965 - Pierrot le fou (Jean-Luc Godard)
- 1965 - Scruggs (David Hart)
- 1965 - Un monsieur de compagnie (Philippe de Broca)
- 1965 - Je vous salue mafia (Raoul Lévy)
- 1965 - La 317e section  (Pierre Schoendoerffer)
- 1966 - The Defector (Raoul Lévy)
- 1966 - Made in USA (Jean-Luc Godard)
- 1967 - The Sailor from Gibraltar (Tony Richardson)
- 1967 - Deux ou trois choses que je sais d'elle (Jean-Luc Godard)
- 1967 - La Chinoise (Jean-Luc Godard)
- 1967 - Week-end (Jean-Luc Godard)
- 1967 - La mariée était en noir (François Truffaut)
- 1967 - L'Horizon (Jacques Rouffio)
- 1968 - The Southern Star (Sidney Hayers)
- 1969 - Z (Costa-Gavras)
- 1970 - L'Aveu (Costa-Gavras)
- 1970 - La Liberté en croupe (Edouard Molinaro)
- 1970 - Êtes-vous fiancée à un marin grec ou à un pilote de ligne ? (Jean Aurel)
- 1971 - Les Aveux les plus doux (Edouard Molinaro)
- 1971 - L'Explosion (Marc Simenon)
- 1972 - Le Gang des otages (Edouard Molinaro)
- 1972 - Embassy (Gordon Hessler)
- 1972 - The Jerusalem File (John Flynn)
- 1972 - Le Trèfle à cinq feuilles (Edmond Freess)
- 1973 - L'Emmerdeur (Edouard Molinaro)
- 1974 - Comme un pot de fraises (Jean Aurel)
- 1977 - Le Crabe-tambour (Pierre Schoendoerffer)
- 1982 - Passion (Jean-Luc Godard)
- 1983 - Prénom Carmen (Jean-Luc Godard)
- 1983 - Un jour ou l'autre (Olivier Nolin)
- 1984 - La Diagonale du fou (Richard Dembo)
- 1984 - La Garce (Christine Pascal)
- 1986 - Max mon amour (Nagisa Oshima)
- 1987 - Fuegos (Alfredo Arias)
- 1988 - Ne réveillez pas un flic qui dort (José Pinheiro)
- 1988 - Brennende Betten (Pia Frankenberg)
- 1988 - Peaux de vaches (Patricia Mazuy)
- 1988 - Blanc de Chine (Denys Granier-Deferre)
- 1990 - Il gèle en enfer (Jean-Pierre Mocky)
- 1990 - La Femme fardée (José Pinheiro)
- 1990 - Bethune:The Making of a Hero (Phillip Borsos)
- 1990 - Les Enfants volants (Guillaume Nicloux)
- 1991 - Something's wrong with you (Roger Walter)
- 1993 - La Naissance de l'amour (Philippe Garrel)
- 1995 - Faut pas rire du bonheur (Guillaume Nicloux)
- 1996 - Le Cœur fantôme (Philippe Garrel)
- 2001 - Sauvage Innocence (Philippe Garrel)

### Regisseur
- 1970 - Hoa-Binh
- 1980 - La légion saute sur Kolwezi
- 1982 - S.A.S. San Salvador

## Prijzen en nominaties

### Prijzen
- 1970 - Hoa-Binh: Prix Jean Vigo
- 1978 - Le Crabe-tambour: César voor beste cinematografie
- 1996 - International Achievement Award voor zijn oeuvre vanwege de American Society of Cinematographers

### Nominaties
- 1967 - The Sailor from Gibraltar : BAFTA voor beste cinematografie
- 1970 - Hoa-Binh : Oscar voor beste niet-Engelstalige film
- 1983 - Passion : César voor beste cinematografie

## Publicaties
- Raoul Coutard: L'Impériale de Van Su - Ou comment je suis entré dans le cinéma en dégustant une soupe chinoise, Éditions Ramsay, 2007 (autobiografie)
- Raoul Coutard en François Cheval: Le Même soleil - Indochine 1945-1954

- Bibsys: 30323
- Biblioteca Nacional de España: XX4579870
- Bibliothèque nationale de France: cb125988547 (data)
- Catàleg d'autoritats de noms i títols de Catalunya: 981060995460106706
- CiNii: DA13972027
- Gemeinsame Normdatei: 128847018
- International Standard Name Identifier: 0000 0001 2148 8007
- Library of Congress Control Number: no96066553
- Nationale Bibliotheek van Tsjechië: xx0193619
- Nationale Bibliotheek van Israël: 987007428754005171
- Nationale en Universitaire bibliotheek Zagreb: 000544792
- Nederlandse Thesaurus van Auteursnamen: 133342824
- Réseau des bibliothèques de Suisse occidentale: 02-A005605587
- Istituto Centrale per il Catalogo Unico: UBOV612375
- Système universitaire de documentation: 060316004
- Union List of Artist Names: 500397683
- Virtual International Authority File: 118020534
- WorldCat: E39PBJxCtYBGv9MCPFqfprQXh3